# Otón III de Brunswick-Harburg
El Duque Otón III de Brunswick-Lüneburg, Señor de Harburg (20 de marzo de 1572 en Harburg - 4 de agosto de 1641 en Harburg) fue un Duque titular de Brunswick-Lüneburg y gobernante en el infantazgo de Brunswick-Harburg.

## Biografía
Otón era hijo del Duque Otón II de Brunswick-Harburg (1528-1603) de su segundo matrimonio con Eduviges (1535-1616), hija del Conde Enno II de Frisia Oriental.
Tras la muerte de su hermano Cristóbal en 1606, Otón III y su hermano Guillermo Augusto gobernaron Harburg conjuntamente. Su reinado conjunto fue descrito como harmonioso. En un tratado del 11 de enero de 1630, los hermanos renunciaron a su derecho a suceder en Brunswick-Lüneburg, en favor de Cristián, a cambio de que Cristián pagara las deudas, que excedían los 150 000 táleros.
El 14 de abril de 1621 en Wolfenbüttel, Otón III se casó con Eduviges (1580-1657), hija del Duque Julio de Brunswick-Wolfenbüttel. El matrimonio no tuvo hijos.